# Caroline Schøning
Caroline Schøning (Trondheim, 8 oktober 1857 – Oslo, 11 december 1949) was een Noors violiste.
Caroline Jacobine Motzfeldt Müller ("Calla") werd geboren binnen het gezin van schoolrector Carl Arnoldus Müller (1818-1893) en Arnoldine von Westen Sylow Kjeldsberg (1824-1898). Ze is de zuster van Amalie Müller. Caroline huwde in 1881 politicus Jakob Marius Schøning (1856-1934) en kreeg vanaf 1883 zes kinderen waaronder advocaat en schipsreder Karl Müller Schøning. Ze ligt samen met haar man in een familiegraf te Oslo.
Caroline Schøning werd gezien als een veelbelovend talent. Vanaf 1885 verschenen advertenties, dat ze les gaf. Ze heeft een concertreis door heel Noorwegen ondernomen. Na haar huwelijk werd het al rap minder en werd ze verder aangemerkt als een goede amateur. Ze vormde enige tijd samen met Johan Halvorsen (viool), Karl Johannessen en John Grieg (cello) het Harmonien strykekvartett.

## Enkele concerten
- 27 januari 1878: concert in Drammen met Gustava Neuman in Drammen
- 8 oktober 1882: '"Afscheidsconcert" van Olefine Moe, Schøning speelde tweede vioolsonate van Niels Gade met pianiste Sina Ring
- 13 november 1884: Schøning speelde Canzonetta voor viool solo van Benjamin Godard
- 21 februari 1886: Schøning speelde het Vioolconcert van Felix Mendelssohn Bartholdy
- 10 mei 1890: concert van Barbara Larsen; ze speelde met John Grieg (cello) en Agathe Backer-Grøndahl het Pianotrio in Bes majeur van Ludwig van Beethoven in Bergen
- 5 mei 1892: samen met John Grieg en Agathe Backer-Grøndahl het Pianotrio in c mineur opus 66 van Felix Mendelssohn Bartholdy
- 18 maart 1893: opnieuw met John Grieg in de Harmonien te Bergen met onder meer een Strijkkwartet nr. 4 in d mineur van Franz Schubert